# Thermes Berzieri
Les thermes Berzieri (en italien : Terme Berzieri ou Thermae Berzieri) sont un établissement thermal situé à Salsomaggiore Terme en Émilie-Romagne en Italie.

## Histoire
En 1847, à la suite de la découverte des propriétés curatives des eaux de Salsomaggiore par Lorenzo Berzieri, le gouvernement du duché de Parme autorisa la réalisation d'un premier établissement thermal. Cet établissement fut ouvert par Giovanni Valentini dans une demeure privée et était géré par l'instituteur d'école primaire Lodovico Rocca.
S'ensuivirent nombreuses sociétés qui exploitèrent la concession sur les eaux thermales jusqu'en 1914, quand une loi promulguée par le ministre des finances Luigi Facta révoqua toute concession minéraire, et par conséquent thermal aussi, dont le ménagement devint d'état. Ce dernier se chargea de la construction d'un nouveau bâtiment pour les thermes de Salsomaggiore.
Les travaux, commencés en 1914, furent achevés en 1923 et suivirent d'abord le projet de l'architecte Giulio Bernardini, puis enrichi par les apports du peintre et sculpteur florentin Galileo Chini, qui s'inspira des suggestions orientaux typiques de l'art thailandaise qu'il avait étudié pendant son séjour à Bangkok entre 1911 et 1914.

## Description
Le bâtiment présent un style mixte dérivant du mélange d'éléments typiquement art nouveau et de l'art siamois, et qui anticipe dans ses traites les canons artistiques de l'art déco.